# Световна организация за интелектуална собственост
Световната организация за интелектуална собственост (СОИС; на английски: World Intellectual Property Organization – WIPO), на френски: Organisation mondiale de la propriété intellectuelle – OMPI) е агенция на Организацията на обединените нации (ООН), създадена, според учредителните ѝ документи, за да окуражава творческата дейност и да насърчава защитата на интелектуалната собственост по света. Към март 2007 в СОИС членуват 184 държави – Ватикана и всички членове на ООН, с изключение на Източен Тимор, Палау, Соломонови острови, Вануату, Микронезия, Кирибати, Маршалови острови, Науру и Тувалу и държави с ограничено признание. Палестина има статут на наблюдател. Основният мандат на СОИС е „да утвърждава защитата на интелектуалната собственост в света с цел насърчаване на творческата дейност“. Към средата на 2007 г. СОИС администрира общо 24 договора и спогодби.

## История
Предшественик на СОИС е създаденото с Бернската конвенция от 1893 г. Обединено международно бюро за защита на интелектуалната собственост. Конвенцията за създаване на организацията, или Конвенцията за СОИС, е подписана в Стокхолм, Швеция на 14 юли 1967 г. и влиза в сила на 26 април 1970 г. По нея има 184 договарящи се страни. Написана е на английски, френски, руски и испански език, като всички текстове са еднакво автентични. Конвенцията е частично изменена на 28 септември 1979 г.
Съгласно член 3 от Конвенцията, СОИС има за цел да „насърчава защитата на интелектуалната собственост в целия свят.“ Организацията се превръща в специализирана агенция на ООН през 1974 година. В член 1 на Споразумението между ООН и СОИС се отбелязва, че СОИС е отговорна: „за насърчаването на творческата интелектуална дейност и за улесняване на трансфера на технологии, свързани с индустриалната собственост в развиващите се страни с цел ускоряване на икономическото, социалното и културното развитие, предмет на компетентност и отговорности на Организацията на обединените нации и нейните органи, особено Конференцията на Обединените нации за търговия и развитие, Програмата на ООН за развитие и Организацията на ООН за индустриално организационно развитие, както и за образование, наука и култура и на други агенции в рамките на системата на Обединените нации“. Споразумението бележи прехода на СОИС от мандата, който наследява през 1967 г. от Обединеното международно бюро за защита на интелектуалната собственост, към насърчаването на трансфера на технологии и икономическото развитие.
За разлика от други структури на ООН, СОИС разполага със значително финансиране от източници, различни от членуващите в нея държави. През 2006 г. над 90% от нейните приходи (около 500 милиона швейцарски франка) отиват за[ неясно? ] събирането на такси за регистриране на патенти и търговски марки. СОИС е богата организация. Тя не се издържа от вноските на страните–членки (само около 10 – 15% се набира от членски внос) и е единствената организация в системата на ООН, която има собствени финансови постъпления – ок. 85–91-0% са от собствените приходи чрез таксите за предоставяните услуги при международната регистрация на патенти (договор за патентно сътрудничество–PCT) и в по-малка степен на търговски марки (Мадридската спогодба) и промишлени дизайни.
СОИС има седалище в град Женева (Швейцария), с адрес: 34, Chemin Colombettes, case postale 18, CH-1211 Geneve 20 (Suisse), tel: (41 – 22)338 9111, telecopier (fax): (41 – 22) 733 5428, e-mail:intreg.mail@wipo.int;

## Критики
Както и с всички други мулти-правителствени форуми на ООН, СОИС не е изборен орган. Организацията обикновено се опитва да достигне до решения с консенсус, но всяка държава членка има право на един глас за всеки вот, независимо от населението или приноса към финансирането на организацията. Това е и причина да се изтъкне несъгласие по някои въпроси, поради разделението Север-Юг в политиката на интелектуална собственост. През 1960-те и 1970-те години, развиващите се страни са били в състояние да блокират промените в Договорите за интелектуална собственост, например универсалните фармацевтични патенти, които биха могли да бъдат изменени чрез СОИС. През 1980-те години това довежда до провеждането на „Форума за изместване“, проведен от САЩ и други развити страни по темата за интелектуална собственост и нейните стандарти. Така се създава Общото споразумение за митата и търговията, което по-късно еволюира в Световната търговска организация, където Северът има по-голям контрол над дневния ред. Тази стратегия в крайна сметка довежда до влизането в сила на Споразумението за свързаните с търговията аспекти на правата върху интелектуалната собственост.
Голяма част от работата на СОИС се извършва чрез комитети, включително и чрез Постоянния комитет по патентите, Постоянния комитет за авторското право, Консултативния комитет и чрез Междуправителствения комитет за достъп до генетични ресурси.
През октомври 2004 г. СОИС се съгласява да приеме предложението, направено от Аржентина и Бразилия: „Предложение за създаване на програма за развитие на СОИС – от Женевската конвенция към бъдещето на организацията“. То е подкрепено от развиващите се страни. Редица организации, свързани с гражданското право работят по проекта за „Достъп до знание“ (на английски: Access to Knowledge, (A2K)).
През 2003 г. пред „Вашингтон пост“ Лоис Боланд (директор международни отношения в Американското бюро по патенти и търговски марки) заявява, че софтуерът с отворен код противоречи на мисията на СОИС, чиято цел е именно да насърчава защитата над интелектуалната собственост.

## Информационна мрежа
СОИС създава WIPOnet (СОИСнет) – глобална информационна мрежа. Проектът цели да свърже всички над 300 служби за интелектуална собственост (IP офиси) в държавите членки на СОИС. В допълнение към предоставянето на средства за сигурна комуникация между всички свързани страни, WIPOnet е основен субсидиращ орган на услугите за интелектуална собственост на СОИС.

## Световен ден на интелектуалната собственост
Световният ден на интелектуалната собственост се провежда всяка година на 26 април. Честването му е предложено от СОИС през 2000 г., „за да се повиши осведомеността за въздействието на патентите, авторските права, търговските марки и дизайни върху ежедневния живот“ и „да се честват творчеството и приносът на творците и новаторите за развитието на обществото в цял свят“.
Всяка година събитието има различен слоган:
- 2001 г. – Създаване на бъдещето днес
- 2002 г. – Насърчаване на творчеството
- 2003 г. – Направете интелектуалната собственост Ваш бизнес
- 2004 г. – Насърчаване на творчеството
- 2005 г. – Помислете, представете си, създадете
- 2006 г. – Започва се с идея
- 2007 г. – Насърчаване на творчеството
- 2008 г. – Честване на иновациите и насърчаване на зачитането на интелектуалната собственост
- 2009 г. – Зелена иновация
- 2010 г. – Иновации – Свързването на света
- 2011 г. – Проектиране на бъдещето
- 2012 г. – Новатори във визията